# 柳城街道 (朝阳县)
柳城镇，是中华人民共和国辽宁省朝阳市朝阳县下辖的一个乡镇级行政单位。

## 行政区划
柳城镇下辖以下地区：
十二台村、西大杖子村、南大营子村、牟台子村、小平房村、下洼子村、南林皋村、小木头沟村、袁台子村、腰而营子村、东山村、郭家村、波赤村和拉拉屯村。

## 特产
凌塔白酒：中国地理标志产品。